# Юрышев, Николай Николаевич (генерал-лейтенант)
Николай Николаевич Ю́рышев (1912—1990) — советский военный деятель, конструктор вооружений. Лауреат Сталинской премии.

## Биография
Родился 5 апреля 1912 года в Ветлуге (ныне Нижегородская область).
Окончил 9 классов (1928), Ветлужский лесотехнический техникум (1931), ЛПИ имени М. И. Калинина (1937) и Артиллерийскую академию РККА имени Ф. Э. Дзержинского (1939).
Работал в Сталинграде ведущим конструктором КБ завода «Баррикады» по созданию тяжёлых артиллерийских систем.
С августа 1941 года служил в Главном управлении вооружения гвардейских миномётных частей Ставки Верховного Главнокомандования, участвовал в создании и испытаниях новых образцов реактивной техники.
В 1944—1952 годах старший помощник, заместитель начальника отдела, начальник отдела Артиллерийского комитета и Главного артиллерийского управления. В 1952—1954 годах заместитель начальника Главного артиллерийского управления. С 1955 года в ГУРВО — заместитель начальника по опытным работам и серийному производству.
В 1961—1964 годах первый заместитель, с 1964 года заместитель председателя Научно-технического комитета (НТК) Генштаба по ракетному, космическому вооружению и технике Сухопутных войск (1964—1971). В 1971—1974 годах — начальник группы специалистов при заместителе Министра обороны по вооружению.
Генерал-лейтенант (1964). С 1974 года в запасе.
Умер 14 мая 1990 года. Похоронен в Москве на Троекуровском кладбище.

## Награды и премии
- Сталинская премия второй степени (1951) — за работу в области машиностроения
- орден Ленина (1969)
- орден Октябрьской революции (1973)
- орден Отечественной войны I степени (6.4.1985)
- орден Отечественной войны II степени (1945)
- два ордена Трудового Красного Знамени (1944; 1959)
- орден Красной Звезды (1953)
- медали